# Startin
Der Startin war ein altes Hohlmaß für flüssige und trockene Waren. Es galt vorwiegend in der Steiermark, insbesondere als diese Region noch ein eigenständiges Herzogtum war.
Er fand Anwendung besonders für Wein und gedörrtes Obst.
- 1 Startin = 566 Litres
- 1 Startin = 28,533 Pariser Kubikzoll = 10 Scheffel und 4 4/5 Metzen
- 1 Startin/Starting = 10 Wiener Eimer (in Graz)[2] = 400 Maaß
- 1 Startin = 28.533 Pariser Kubikzoll = 9,756 Wiener Eimer = Bayer Eimer = 566 Liter[3]